# Hóquei no gelo nos Jogos Olímpicos de Inverno de 1960
O torneio de hóquei no gelo nos Jogos Olímpicos de Inverno de 1960 foi disputado por nove equipes na Blyth Arena de Squaw Valley, nos Estados Unidos, entre 19 e 28 de fevereiro. Os resultados também foram considerados para o 27º Campeonato Mundial e para o 38º Campeonato Europeu de Hóquei no Gelo da IIHF.
As nove equipes participantes foram divididas na primeira fase em três grupos com três equipes cada um. As duas equipes com o maior número de pontos em cada grupo avançaram para a fase final, onde integraram um novo grupo valendo as medalhas para os primeiros colocados. As demais equipes eliminadas na primeira fase disputaram um torneio de consolação para definir os classificados entre o 7º e 9º lugares.
A equipe dos Estados Unidos aproveitou-se do fato de jogar em casa e conquistou a medalha de ouro olímpica pela primeira vez. Venceram o Canadá em número de pontos, que ficou com a medalha de prata. A União Soviética, campeã em Cortina d'Ampezzo 1956 conquistou dessa vez o bronze. A equipe alemã foi representada por atletas da Alemanha Ocidental, que venceu as duas partidas prévias contra a Alemanha Oriental, por 5 a 2 em Garmisch-Partenkirchen e 5 a 3 em Weißwasser.

## Medalhistas
|  | USA Estados Unidos |  | CAN Canadá |  | URS União Soviética |
|  | Jack McCartan John Mayasich John Kirrane Paul Johnson Weldon Olson Eugene Grazia Richard Rodenheiser Edwyn Owen Rodney Paavola Richard Meredith Bill Christian Tommy Williams Roger Christian Robert McVey Lawrence Palmer Bill Cleary Rob Cleary |  | Harold Hurley Harry Sinden Jack Douglas Robert Attersley Fred Etcher George Samolenko Donald Charles Head Darryl Sly Ken Laufman Floyd Martin James Connelly Robert Forhan Donald Rope Maurice Benoit Robert Rousseau Cliff Pennington Robert McKnight |  | Yuri Tsitsinov Vladimir Grebennikov Mikhail Bychkov Viktor Pryazhnikov Nikolai Karpov Nikolai Puchkov Evgeni Groshev Viktor Yakushev Stanislav Petukhov Evgeni Yerkin Nikolaï Sologubov Yuri Baulin Aleksandr Almetov Konstantin Loktev Veniamin Aleksandrov Genrikh Sidorenkov Alfred Kuchevskiy |

## Primeira fase

### Grupo A
| Equipe     | Pts | J | V | E | D | GP | GC |
| ---------- | --- | - | - | - | - | -- | -- |
| CAN Canadá | 4   | 2 | 2 | 0 | 0 | 24 | 3  |
| SWE Suécia | 2   | 2 | 1 | 0 | 1 | 21 | 5  |
| JPN Japão  | 0   | 2 | 0 | 0 | 2 | 1  | 38 |

| 19 de fevereiro | CAN Canadá | 5-2 (2-1, 1-1, 2-0)  | SWE Suécia |
| 20 de fevereiro | CAN Canadá | 19-1 (5-0, 7-1, 7-0) | JPN Japão  |
| 21 de fevereiro | SWE Suécia | 19-0 (8-0, 5-0, 6-0) | JPN Japão  |

### Grupo B
| Equipe                 | Pts | J | V | E | D | GP | GC |
| ---------------------- | --- | - | - | - | - | -- | -- |
| URS União Soviética    | 4   | 2 | 2 | 0 | 0 | 16 | 4  |
| EUA Equipe Alemã Unida | 2   | 2 | 1 | 0 | 1 | 4  | 9  |
| FIN Finlândia          | 0   | 2 | 0 | 0 | 2 | 5  | 12 |

| 19 de fevereiro | URS União Soviética    | 8-0 (3-0, 3-0, 2-0) | EUA Equipe Alemã Unida |
| 20 de fevereiro | URS União Soviética    | 8-4 (2-1, 4-0, 2-3) | FIN Finlândia          |
| 21 de fevereiro | EUA Equipe Alemã Unida | 4-1 (1-0, 2-0, 1-1) | FIN Finlândia          |

### Grupo C
| Equipe             | Pts | J | V | E | D | GP | GC |
| ------------------ | --- | - | - | - | - | -- | -- |
| USA Estados Unidos | 4   | 2 | 2 | 0 | 0 | 19 | 6  |
| TCH Checoslováquia | 2   | 2 | 1 | 0 | 1 | 23 | 8  |
| AUS Austrália      | 0   | 2 | 0 | 0 | 2 | 2  | 30 |

| 19 de fevereiro | USA Estados Unidos | 7-5 (2-1, 1-3, 4-1)  | TCH Checoslováquia |
| 20 de fevereiro | TCH Checoslováquia | 18-1 (7-1, 3-0, 8-0) | AUS Austrália      |
| 21 de fevereiro | USA Estados Unidos | 12-1 (6-0, 3-0, 3-1) | AUS Austrália      |

## Fase final

### Classificação 7º-9º lugar
| Equipe        | Pts | J | V | E | D | GP | GC |
| ------------- | --- | - | - | - | - | -- | -- |
| FIN Finlândia | 7   | 4 | 3 | 1 | 0 | 50 | 11 |
| JPN Japão     | 5   | 4 | 2 | 1 | 1 | 32 | 22 |
| AUS Austrália | 0   | 4 | 0 | 0 | 4 | 8  | 57 |

| 22 de fevereiro | FIN Finlândia | 14-1 (8-1, 4-0, 2-0) | AUS Austrália |
| 23 de fevereiro | FIN Finlândia | 6-6 (2-1, 3-2, 1-3)  | JPN Japão     |
| 24 de fevereiro | JPN Japão     | 13-2 (3-0, 4-0, 6-2) | AUS Austrália |
| 25 de fevereiro | FIN Finlândia | 19-2 (6-1, 5-1, 8-0) | AUS Austrália |
| 26 de fevereiro | FIN Finlândia | 11-2 (2-1, 6-0, 3-1) | JPN Japão     |
| 27 de fevereiro | JPN Japão     | 11-3 (6-0, 2-1, 3-2) | AUS Austrália |

### Classificação 1º-6º lugar
| Equipe                 | Pts | J | V | E | D | GP | GC |
| ---------------------- | --- | - | - | - | - | -- | -- |
| USA Estados Unidos     | 10  | 5 | 5 | 0 | 0 | 29 | 11 |
| CAN Canadá             | 8   | 5 | 4 | 0 | 1 | 31 | 12 |
| URS União Soviética    | 5   | 5 | 2 | 1 | 2 | 24 | 19 |
| TCH Checoslováquia     | 4   | 5 | 2 | 0 | 3 | 21 | 23 |
| SWE Suécia             | 3   | 5 | 1 | 1 | 3 | 19 | 19 |
| EUA Equipe Alemã Unida | 0   | 5 | 0 | 0 | 5 | 5  | 45 |

| 22 de fevereiro | USA Estados Unidos  | 6-3 (4-0, 1-2, 1-1)  | SWE Suécia             |
| 22 de fevereiro | URS União Soviética | 8-5 (3-2, 2-1, 3-2)  | TCH Checoslováquia     |
| 22 de fevereiro | CAN Canadá          | 12-0 (6-0, 1-0, 5-0) | EUA Equipe Alemã Unida |
| 24 de fevereiro | USA Estados Unidos  | 9-1 (2-0, 3-1, 4-0)  | EUA Equipe Alemã Unida |
| 24 de fevereiro | URS União Soviética | 2-2 (0-0, 0-0, 2-2)  | SWE Suécia             |
| 24 de fevereiro | CAN Canadá          | 4-0 (3-0, 1-0, 0-0)  | TCH Checoslováquia     |
| 25 de fevereiro | URS União Soviética | 7-1 (0-1, 4-0, 3-0)  | EUA Equipe Alemã Unida |
| 25 de fevereiro | USA Estados Unidos  | 2-1 (1-0, 1-0, 0-1)  | CAN Canadá             |
| 25 de fevereiro | TCH Checoslováquia  | 3-1 (3-0, 0-1, 0-0)  | SWE Suécia             |
| 27 de fevereiro | TCH Checoslováquia  | 9-1 (3-1, 4-0, 2-0)  | EUA Equipe Alemã Unida |
| 27 de fevereiro | USA Estados Unidos  | 3-2 (1-2, 1-0, 1-0)  | URS União Soviética    |
| 27 de fevereiro | CAN Canadá          | 6-5 (1-4, 1-0, 4-1)  | SWE Suécia             |
| 28 de fevereiro | SWE Suécia          | 8-2 (2-0, 2-2, 4-0)  | EUA Equipe Alemã Unida |
| 28 de fevereiro | USA Estados Unidos  | 9-4 (3-3, 0-1, 6-0)  | TCH Checoslováquia     |
| 28 de fevereiro | CAN Canadá          | 8-5 (3-0, 1-3, 4-2)  | URS União Soviética    |

## Classificação final
| Pos.   | Equipe                 |
| ------ | ---------------------- |
| Ouro   | USA Estados Unidos     |
| Prata  | CAN Canadá             |
| Bronze | URS União Soviética    |
| 4      | TCH Checoslováquia     |
| 5      | SWE Suécia             |
| 6      | EUA Equipe Alemã Unida |
| 7      | FIN Finlândia          |
| 8      | JPN Japão              |
| 9      | AUS Austrália          |